# Сан-Пайю-де-Олейруш
Сан-Пайю-де-Олейруш (порт. São Paio de Oleiros; МФА: [ˈsɐ̃w ˈpaj.u dɨ o.ˈɫɐj.ɾuʃ]) — парафія в Португалії, у муніципалітеті Санта-Марія-да-Фейра. Розташована в західній частині країни, на теренах історичної португальської провінції Бейра. Входить до складу округу Авейру. За адміністративним поділом, чинним до 1976 року, терени парафії були складовою провінції Берегове Дору. Належить до Авейрівської діоцезії Католицької церкви. Патрон — святий Пелагій. Площа — 3,9053 км². Населення — 4069 ос. (2011). Середньо урбанізований регіон. Густота населення — 1041,92 осіб/км²
. Код — 010918.

## Географія

Санта-Марія-да-Фейра (2013)
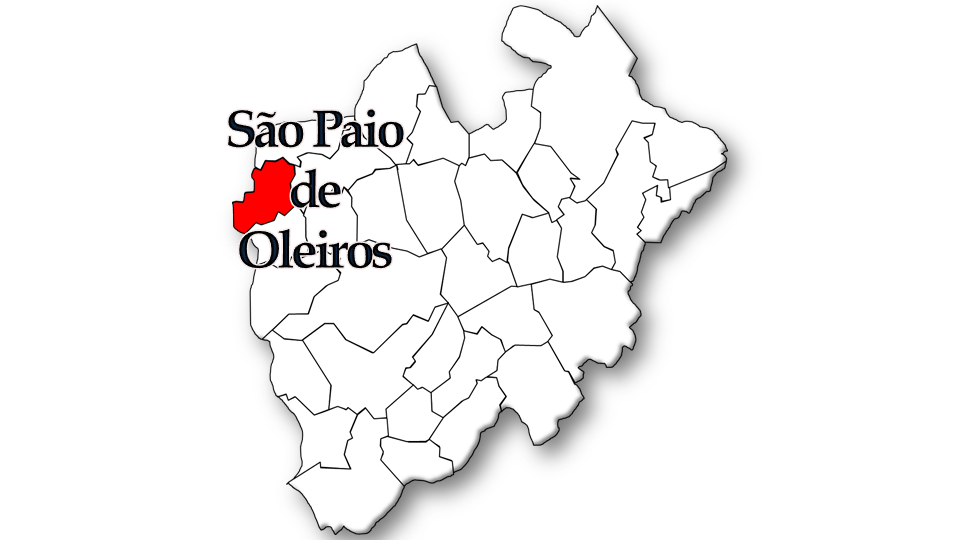
Сан-Пайю-де-Олейруш

## Населення
| Кількість мешканців | Кількість мешканців | Кількість мешканців | Кількість мешканців | Кількість мешканців | Кількість мешканців | Кількість мешканців | Кількість мешканців | Кількість мешканців | Кількість мешканців | Кількість мешканців | Кількість мешканців | Кількість мешканців | Кількість мешканців | Кількість мешканців |
| ------------------- | ------------------- | ------------------- | ------------------- | ------------------- | ------------------- | ------------------- | ------------------- | ------------------- | ------------------- | ------------------- | ------------------- | ------------------- | ------------------- | ------------------- |
| 1864                | 1878                | 1890                | 1900                | 1911                | 1920                | 1930                | 1940                | 1950                | 1960                | 1970                | 1981                | 1991                | 2001                | 2011                |
| 728                 | 849                 | 921                 | 1.028               | 1.156               | 1.296               | 1.504               | 1.822               | 2.048               | 2.442               | 3.071               | 3.122               | 3.682               | 4.003               | 4.069               |